# سد خرسان ۳
سد خرسان۳، یک سد بتنی دو قوسی در دست ساخت بر روی رودخانه خرسان (رود) در شهرستان لردگان استان چهارمحال و بختیاری است که بخشی از مخزن سد در استان استان کهگیلویه و بویراحمد قرار می‌گیرد. این سد با ارتفاع ۱۹۵ متر دارای مخزنی به حجم کل ۱۱۸۵ میلیون مترمکعب است.
نیروگاه ۴۰۰ مگاواتی این سد قادر خواهد بود سالانه ۱۱۰۶ میلیون کیلووات ساعت برق تولید کند که با احتساب قیمت ۶ سنت برای هر کیلووات ساعت برق، سالانه درآمد ۶۶۰ میلیون دلاری از طریق فروش برق خواهد داشت. عملیات خط‌کشی تونل انحرافی آب سد و نیروگاه خرسان سه به طول ۷۶۵ متر و قطر ۱۲/۵ متر، در سال ۱۳۹۱ به پایان رسیده‌است.

## مشخصات رودخانه
رودخانه خرسان بزرگ‌ترین ریزابه به رود کارون است و از کوه‌های تنگ سرخ و کنه دوده سه در ۴۳ کیلومتری جنوب شرقی یاسوج و ۱۵ کیلومتری شمال غربی شهر اردکان فارس سرچشمه می‌گیرد و به نام رودخانه بشار به سوی شمال غربی امتداد می‌یابد. این رودخانه ضمن عبور از دره غربی کوه تنگ سرخ، روستاهای بردزرد، تنگ مشکان و تنگ خشک را سیراب می‌سازد. در یک کیلومتری غرب روستای تنگ سرخ با رود تنگ سرخ یا محمود بیگی درهم می‌آمیزد و به دره میان کوه‌های توپ عبدالله(در قسمت شرق) و پازنان(در قسمت غرب) وارد می‌شود.
در مدخل دره مزبور روستای ده تولی را مشروب می‌کند و پس از آمیختن با یک ریزابه شرقی با آب دره دلی صفدر و سپس با رود وزگ مخلوط می‌گردد و از طریق دره شرقی کوه خرکلون به سوی روستای کلگه جاری می‌شود.
پس از عبور از روستای سرتنگ، در ۳ کیلومتری روستای ده شیخ با آب دره آبزا در هم می‌آمیزد و بعد از عبور از روستاهای ده کهنه و سرسور به روستای دوراه می‌رسد. در شرق روستای اخیر با رودخانه گرداب، که از تنگه آبدوهی می‌گذرد، مخلوط می‌شود و به نام رودخانه گرم و گاه به نام رود خرسان به ناحیه لردگان در چهار محال و بختیاری وارد می‌شود. طول رودخانه خرسان ۱۸۰ کیلومتر و ارتفاع سرچشمه آن از سطح دریا ۲۹۰۰ متر می‌باشد.

## اهداف طرح

#### اهداف اصلی
- احداث نیروگاه برقابی با ظرفیت ۴۱۰ مگاوات با هدف تولید سالانه ۱۱۰۶ گیگاوات ساعت انرژی پاک برقابی
- افزایش آب قابل تنظیم رودخانه خرسان ۳ و در نتیجه افزایش تولید انرژی برقابی در سدهای زنجیره ای برقابی پایین دست از جمله کارون ۳ و شهید عباسپور و مسجد سلیمان
- کاهش رسوبات ورودی به مخزن سد کارون ۳

#### اهداف جانبی
- کنترل سیلاب و جلوگیری از تخریب ناشی از آن و بهبود شرایط ایمن در محدوده پائین دست سد
- افزایش توان مانور در مدیریت تولید انرژی الکتریکی و افزایش پایداری شبکه برق کشور
- صرفه جویی در مصرف سوخت‌های فسیلی و در نتیجه کاهش آلاینده‌های ناشی از تولید برق در نیروگاه‌های حرارتی جایگزین
- ایجاد شرایط توسعه و رونق اقتصادی، محرومیت زدایی، ایجاد اشتغال در منطقه در دوران ساخت و بهره‌برداری
- ایجاد ظرفیت‌های جانبی اشتغال نظیر آبزی پروری و گردشگری در منطقه

## مسایل اقتصادی طرح
طبق برآورد اولیه هزینه‌های اجرای پروژه ۵۸۰۰ میلیارد ریال (به مآخذ سال ۱۳۸۸) بوده که از طریق منابع منابع عمومی، تسهیلات خارجی (فاینانس، وام و…)، سایر منابع (منابع داخلی، تسهیلات بانکی داخلی، اوراق مشارکت و…) تأمین می‌گردد. نسبت فایده به هزینه (B/C) برابر ۱/۶۵ و نرخ بازگشت داخلی آن ۱۸ درصد می‌باشد. زیان‌های ناشی از طولانی شدن پروژه عبارتند از افزایش قیمت تمام شده طرح و نیز عدم کسب منافع حاصل از فروش برق، و افزایش قیمت‌ها و افزایش هزینه خسارت مخزن خواهد بود. بر اساس برآورد اولیه درآمد سالیانه بر حسب هر کیلووات ساعت ۴۳۰ ریال برابر با ۴۷۵ میلیارد ریال است. در بودجه سال ۱۳۹۳ مجلس ۴۵۰ میلیارد ریال اعتبار برای اجرا و تکمیل سد خرسان در شهرستان لردگان پیش‌بینی شده‌است.
در کنار این منافع زیست‌محیطی نیز برای طرح متصور می‌باشد از جمله تولید انرژی پاک و عدم ایجاد آلاینده‌های مخرب زیست‌محیطی در اثر تولید برق، جلوگیری از بروز سیلاب‌های مخرب و کاهش فرسایش ناشی از آن، ایجاد مخزنی به وسعت بیش از ۲۴ کیلومتر مربع که باعث بهبود وضعیت جوی در منطقه و فراهم آمدن شرایط مساعد برای رشد و توسعه فزاینده پوشش‌های گیاهی و گونه‌های جانوری (حیوانات و آبزیان) خواهد شد.

## چالشها

### زیر آب رفتن جنگل‌ها و بوته‌زارها
با تکمیل آبگیری این سد بیش از «۲۴۰۰ هکتار» از جنگل‌ها و بوته‌زارهای منطقه زیر آب می‌روند.
شركت توسعه منابع آب و نيروي ايران در پاسخ به شایعاتی درباره این سد و تعداد درختان موجود در مخزن این سد بیان می‌کند که با ساخت سد خرسان ۳ و در صورت آبگیری آن در بالاترین تراز، ۲۴۰۰ هكتار از محوطه‌ها با پوشش درخت جنگلی و بوته‌ای زیر آب می‌رود كه از اين ميزان ۳۶۰ هكتار مربوط به رودخانه و حريم آن، ۸۷۰ هكتار مربوط به زمین زراعي مردم، ۹۸ هكتار در زمین‌های مسكوني و ۱۰۷۲ هكتار مربوط به منابع طبيعي است. در ارتباط با تعداد درختان واقع در مخزن سد خرسان ۳ مطالعات كاملي انجام شده که نشان می‌دهد حداكثر معادل ۳۷ هزار اصله درخت و بوته در مخزن سد در بالاترین تراز قرار می‌گیرد. شرایط در منطقه به گونه‌ای است که با توجه به تجارت غيرقانوني زغال بلوط، به جرئت مي‌توان ادعا نمود كه سالانه از اين تعداد كاسته خواهد شد.
با توجه به اهميت درختان به زير آب رفته در مخزن سد خرسان ۳، پیش بینی شده که شركت توسعه منابع آب و نيروي ايران اقدام به انجام مطالعات بازرويانی جنگل‌های موجود در مخزن سد، در حاشيه مخزن سد و مناطق اطراف آن بکند و در اين ارتباط ۱۳ موقعيت‌ قابل طرح براي جبران خسارت جنگل معرفي شد. بديهي است با توجه به سطح اراضي جنگلي به زير آب رفته در مخزن سد خرسان ۳ لازم است تا متناسب با خسارت و پس از تحويل زمين نسبت به باز كشت جنگل در محدوده‌هايي كه داراي اولويت بالاتر از نظر اداره كل منابع طبيعي اقدام شود. همچنین تا اين تاريخ با هماهنگي اداره كل منابع طبيعي اقدام به كاشت ۲۵ هكتار نهال بلوط و ۱۵۰ هكتار كاشت بذر بلوط به انجام رسيده است.

### زیر آب رفتن ۱۷ روستا و جایگزینی آن‌ها
از مسائل مهم در طرح سد خرسان، زیر آب رفتن زمین‌های کشاورزی ۲۴ روستا و زیر آب رفتن ۱۷ روستای واقع در مخزن سد است که موجب بی جا شدن حدود ۵ هزار نفر و تحت تأثیر قرار گرفتن زندگی ۱۰ هزار نفر می‌شود. با وجود وعده خرید همه خانه‌ها و زمین‌های داخل مخزن سد که تا تاریخ یک اردیبهشت ۱۴۰۲ ساخته یا تملک شده‌اند، در طرح ساخت سد خرسان هیچ برنامه‌ای برای انتقال روستاهای درون مخزن سد به بالادست و ساخت روستاهای جدید برای آواره نشدن و کوچ مردم از این منطقه تعریف و اجرایی نشده‌است.

### آثار باستانی در دریاچه سد
برای یافتن آثار باستانی واقع در مساحت مخزن این سد تاکنون چند ده فصل کاوش تعریف و انجام شده است که منجر که کشت گورستان ۴۵۰۰ ساله سادات محمودی و همچنین ۳۰۰ قطعه شیء تاریخی گردید است. تا زمان اتمام کاوش‌ها این سد مجوز آبگیری نخواهد یافت. همچنین هیچ برنامه‌ای برای انتقال این قبرها به خارج از دریاچه این سد اعلام نشده است.

## جزئیات نیروگاه سد
| مشخصات کلی نیروگاه                            | مشخصات کلی نیروگاه                                           |
| --------------------------------------------- | ------------------------------------------------------------ |
| نوع نیروگاه                                   | سطحی (تکیه گاه راست)                                         |
| ظرفیت نیروگاه                                 | ۴۰۰ مگاوات                                                   |
| انرژی متوسط سالیانه                           | ۱۱۰۶ گیگاوات ساعت                                            |
| نوع توربین                                    | فرانسیس محور عمودی                                           |
| نوع پست                                       | GIS                                                          |
| نوع خطوط انتقال نیرو                          | ۴۰۰ کیلو ولت                                                 |
| مشخصات تجهیزات نیروگاه                        |                                                              |
| تعداد توربین                                  | ۴ واحد                                                       |
| قدرت هر توربین                                | ۱۰۰ مگاوات                                                   |
| راندمان در شرایط نامی                         | ۹۴ درصد                                                      |
| کل ارتفاع طراحی توربین                        | ۱۷۵ متر                                                      |
| خروج آب از توربین در شرایط نامی (دبی هر واحد) | ۸۰ مترمکعب بر ثانیه                                          |
| تعداد ترانسفورماتور                           | ۴ دستگاه                                                     |
| قدرت نامی هر ترانسفورماتور                    | ۱۸۰ مگاوات آمپر                                              |
| ولتاژ نامی ثانویه ترانسفورماتور               | ۴۱۰ کیلووات                                                  |
| ولتاژ نامی ثانویه ترانسفورماتور               | سنکرون عمودی                                                 |
| قدرت خروجی هر ژنراتور                         | ۱۱۱ مگاوات آمپر                                              |
| ولتاژ اسمی هر ژنراتور                         | ۱۵/۷۵ کیلوولت                                                |
| سرعت چرخش ژنراتور                             | ۳۰۰ دور بر دقیقه                                             |
| جریان اسمی ژنراتور                            | ۷۰۰۰ آمپر                                                    |
| نوع ترانسفورماتور                             | افزاینده از نوع سه فاز دو سیم پیچ-روغنی قابل نصب در فضای باز |
| ولتاژ نامی اولیه                              | ۱۵/۷۵ کیلوولت                                                |
| سیستم خنک‌کننده                                | OFWF                                                         |